# Oligoryzomys
Oligoryzomys és un gènere de mamífers rosegadors de la família dels cricètids conegudes amb el nom vulgar de ratolins d'arrossar pigmeus.

## Taxonomia
- Oligoryzomys andinus
- Oligoryzomys arenalis
- Oligoryzomys brendae
- Oligoryzomys chacoensis
- Oligoryzomys destructor
- Oligoryzomys flavescens
- Oligoryzomys fornesi
- Oligoryzomys fulvescens
- Oligoryzomys griseolus
- Ratolí d'arrossar cuallarg (O. longicaudatus)
- Oligoryzomys magellanicus
- Oligoryzomys microtis
- Oligoryzomys moojeni
- Oligoryzomys nigripes
- Oligoryzomys pachecoi
- Oligoryzomys rupestris
- Oligoryzomys stramineus
- Oligoryzomys vegetus
- Oligoryzomys victus †